# Antarktisplateauet
Antarktisplateauet, det antarktiske plateau eller Kong Haakon 7.'s Plateau er et stort område på Østantarktis, der har en diameter på omkring 1000 km, og inkluderer området, hvor den geografiske sydpol ligger, samt Amundsen–Scott South Pole Station. Dette enorme kontinentalplateau har en gennemsnitlig højde på omkring 3.000 moh.
Det blev set første gang i 1903 under Discovery-ekspeditionen, der blev leder af Robert Falcon Scott. Ernest Shackleton blev den første person, som krydsede dele af plateauet under Nimrod-ekspeditionen i 1909.
| Geografi/geologi | Spire Denne artikel om geografi er en spire som bør udbygges. Du er velkommen til at hjælpe Wikipedia ved at udvide den. |

90°S 0°Ø / 90°S 0°Ø